# Primula tenella
Primula tenella là một loài thực vật có hoa trong họ Anh thảo. Loài này được King ex Hook. f. miêu tả khoa học đầu tiên năm 1882.